# Campeonato de Clubes da ASEAN
O Campeonato de Clubes da ASEAN (também conhecido como Campeonato de Clubes do Sudeste Asiático) é uma competição de futebol organizada pela Federação de Futebol da ASEAN (FFA).

## História
Realizado pela primeira vez em 2003, o torneio teve apenas mais uma edição em 2005, tendo a terceira edição em 2012 sido cancelada. Em 2019, a FFA decidiu reorganizar o torneio para 2020, mudando posteriormente a data para 2022, devido à pandemia de Covid-19.

## Países Participantes
Clubes campeões das ligas asiáticas abaixo estão aptos a participar do torneio:
| País membro | Campeonato                       |
| ----------- | -------------------------------- |
| Austrália   | A-League                         |
| Brunei      | Campeonato Bruneano de Futebol   |
| Camboja     | Campeonato Cambojano de Futebol  |
| Filipinas   | Campeonato Filipino de Futebol   |
| Indonésia   | Campeonato Indonésio de Futebol  |
| Laos        | Campeonato Laosiano de Futebol   |
| Malásia     | Campeonato Malaio de Futebol     |
| Myanmar     | Campeonato Birmanês de Futebol   |
| Singapura   | S-League                         |
| Tailândia   | Campeonato Tailandês de Futebol  |
| Timor-Leste | Liga Futebol Timor-Leste         |
| Vietnã      | Campeonato Vietnamita de Futebol |

## Resultados
| Ano     | País do campeão | Campeão                | Placar          | Vice            | País      | Estádio                                                |
| ------- | --------------- | ---------------------- | --------------- | --------------- | --------- | ------------------------------------------------------ |
| 2003    | Índia           | Kingfisher East Bengal | 3–1             | BEC Tero Sasana | Tailândia | Gelora Bung Karno International Main Stadium, Jakarta  |
| 2005    | Singapura       | Tampines Rovers        | 4–2             | Pahang FA       | Malásia   | Hassanal Bolkiah National Stadium, Bandar Seri Begawan |
| 2022    | Cancelado       | Cancelado              | Cancelado       | Cancelado       | Cancelado | Cancelado                                              |
| 2024–25 | Tailândia       | Buriram United         | 2–2 3–3 (3–2 p) | Cong An Hanoi   | Vietname  | Estádio de Hanói, Hanói Chang Arena, Buri Ram          |

## Prêmios

### Artilheiros
| Ano     | Jogador           | Clube          | Gols |
| ------- | ----------------- | -------------- | ---- |
| 2003    | Baichung Bhutia   | East Bengal    | 9    |
| 2005    | Bernard Tchoutang | Pahang         | 7    |
| 2024–25 | Lucas Crispim     | Buriram United | 6    |
| 2024–25 | Léo Artur         | Cong An Hanoi  | 6    |

## Estatísticas

### Por clube
| #  | País              | Campeão | Vice-campeão | Semifinalistas | 3° lugar | 4° lugar |
| -- | ----------------- | ------- | ------------ | -------------- | -------- | -------- |
| 1  | East Bengal       | 1       | 0            | 0              | 0        | 0        |
| 2  | Tampines Rovers   | 1       | 0            | 0              | 0        | 0        |
| 3  | Buriram United    | 1       | 0            | 0              | 0        | 0        |
| 4  | Pahang            | 0       | 1            | 0              | 0        | 0        |
| 5  | BEC Tero Sasana   | 0       | 1            | 0              | 0        | 0        |
| 6  | Cong An Hanoi     | 0       | 1            | 0              | 0        | 0        |
| 7  | BG Pathum United  | 0       | 0            | 1              | 0        | 0        |
| 8  | PSM Makassar      | 0       | 0            | 1              | 0        | 0        |
| 9  | DPMM              | 0       | 0            | 0              | 1        | 0        |
| 10 | Petrokimia Putra  | 0       | 0            | 0              | 1        | 0        |
| 11 | Hoang Anh Gia Lai | 0       | 0            | 0              | 1        | 0        |
| 12 | Perak             | 0       | 0            | 0              | 0        | 1        |

### Por país
Atualizado até a edição de 2024–25
| País      | Campeão | Vice-campeão | Semifinalistas | 3° lugar | 4° lugar |
| --------- | ------- | ------------ | -------------- | -------- | -------- |
| Índia     | 1       | 0            | 0              | 0        | 0        |
| Singapura | 1       | 0            | 0              | 0        | 0        |
| Tailândia | 1       | 1            | 1              | 0        | 0        |
| Malásia   | 0       | 1            | 0              | 0        | 1        |
| Vietname  | 0       | 1            | 0              | 1        | 0        |
| Indonésia | 0       | 0            | 1              | 1        | 0        |
| Brunei    | 0       | 0            | 0              | 1        | 0        |